# قناة البصرة الفضائية
قناة البصرة الفضائية (بالإنجليزية: Basrah TV) هي قناة تلفزيونية عراقية. انطلق البث التجريبي للقناة في 10 يوليو 2020. القناة تبث على القمر الصناعي (نايل سات) وعلى التردد 10892 أفقي. وتم انطلاقها رسميا في اغسطس 2025  وهي تتبع لمحافظة البصرة. وتم تعيين الإعلامي ثائر جيادالحسناوي مديرا عاما للقناة.